# Michail Posochin
Michail Vasiljevič Posochin (rusky Михаи́л Васи́льевич Посо́хин, 30. listopadujul./ 13. prosince 1910greg. Tomsk – 22. ledna 1989 Moskva) byl ruský architekt, vedoucí představitel poválečného sovětského modernismu.

## Život
Studoval na Tomské polytechnické univerzitě, začínal jako jevištní výtvarník a inženýr metalurgického kombinátu v Novokuzněcku. Roku 1935 dokončil Moskevský architektonický institut, kde byl jeho pedagogem Alexej Ščusev. Jeho první projekty se nesly v duchu socialistického realismu, jako adaptace Apraksinova domu na sídlo generálního štábu Rudé armády, později si pod zahraničními vlivy vytvořil modernější a méně dekorativní styl. Využíval metodu stavby z rozměrných betonových prefabrikátů, zvanou Plattenbau. Posochinovými nejbližšími spolupracovníky byli Ašot Mndojanc a Boris Tchor.
K jeho významným stavbám patří Státní kremelský palác, moskevské kino Okťabr a Dům na Kudrinském náměstí, který je jedním ze sedmi Stalinových mrakodrapů. Vytvořil urbanistickou koncepci sídliště Chorošovo-Mňovniki a řídil výstavbu moderního bulváru Nový Arbat včetně dominantního sídla Rady vzájemné hospodářské pomoci v podobě otevřené knihy. Podílel se také na rekonstrukci Divadla Ermitáž. Navrhl sovětské pavilony pro Světovou výstavu 1967 a 1970, budovu sovětské ambasády v USA a Olympijský stadion v Moskvě. Jeho vrcholným dílem je obchodní komplex Sovincentr na Krasnopresněnském nábřeží, otevřený roku 1980.
V letech 1960 až 1980 byl hlavním architektem města Moskvy a v letech 1963 až 1967 vedl architektonické oddělení státního výboru pro výstavbu Gosstroj. Byl také poslancem nejvyššího sovětu a delegátem čtyř sjezdů KSSS. Byl jmenován lidovým architektem SSSR, stal se členem Akademie umění SSSR a byl mu udělen Leninův řád, Řád Odznak cti i Státní cena SSSR.
Jeho syn Michail Michailovič Posochin je rovněž architektem.

## Galerie

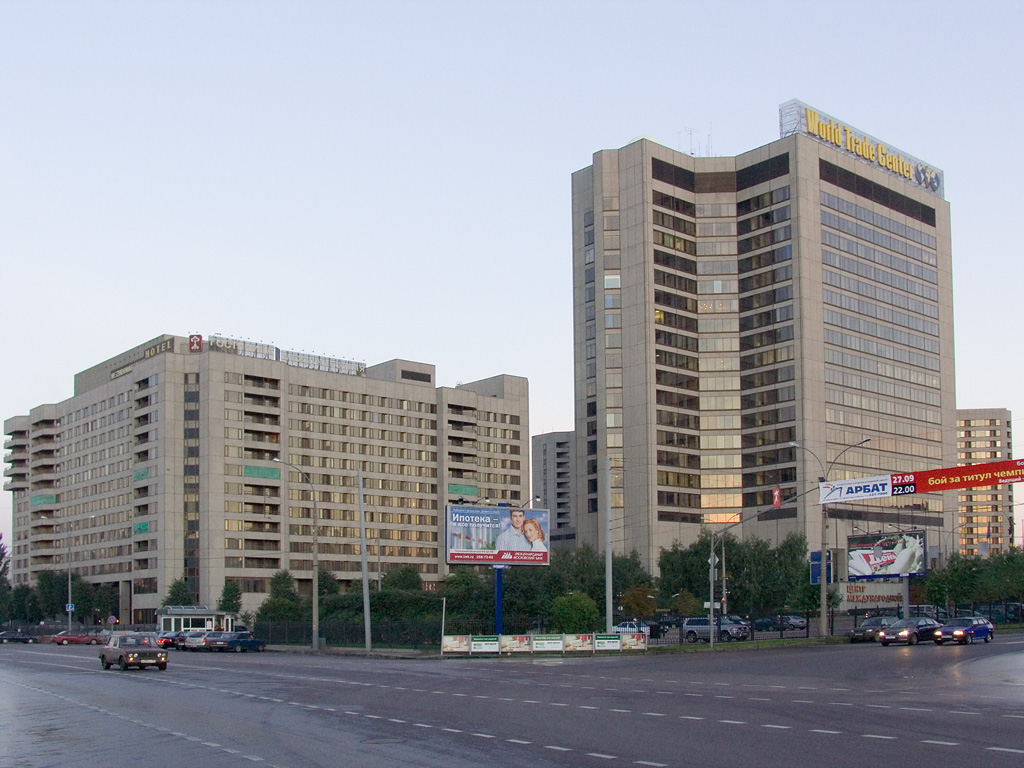
Sovincentr
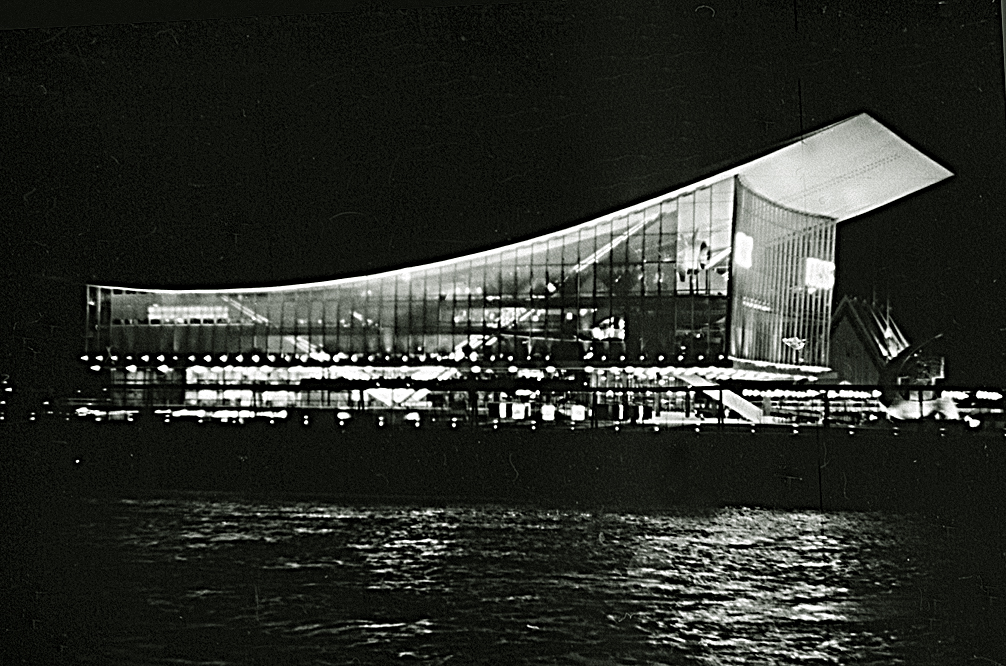
Pavilon na Světové výstavě v Montrealu
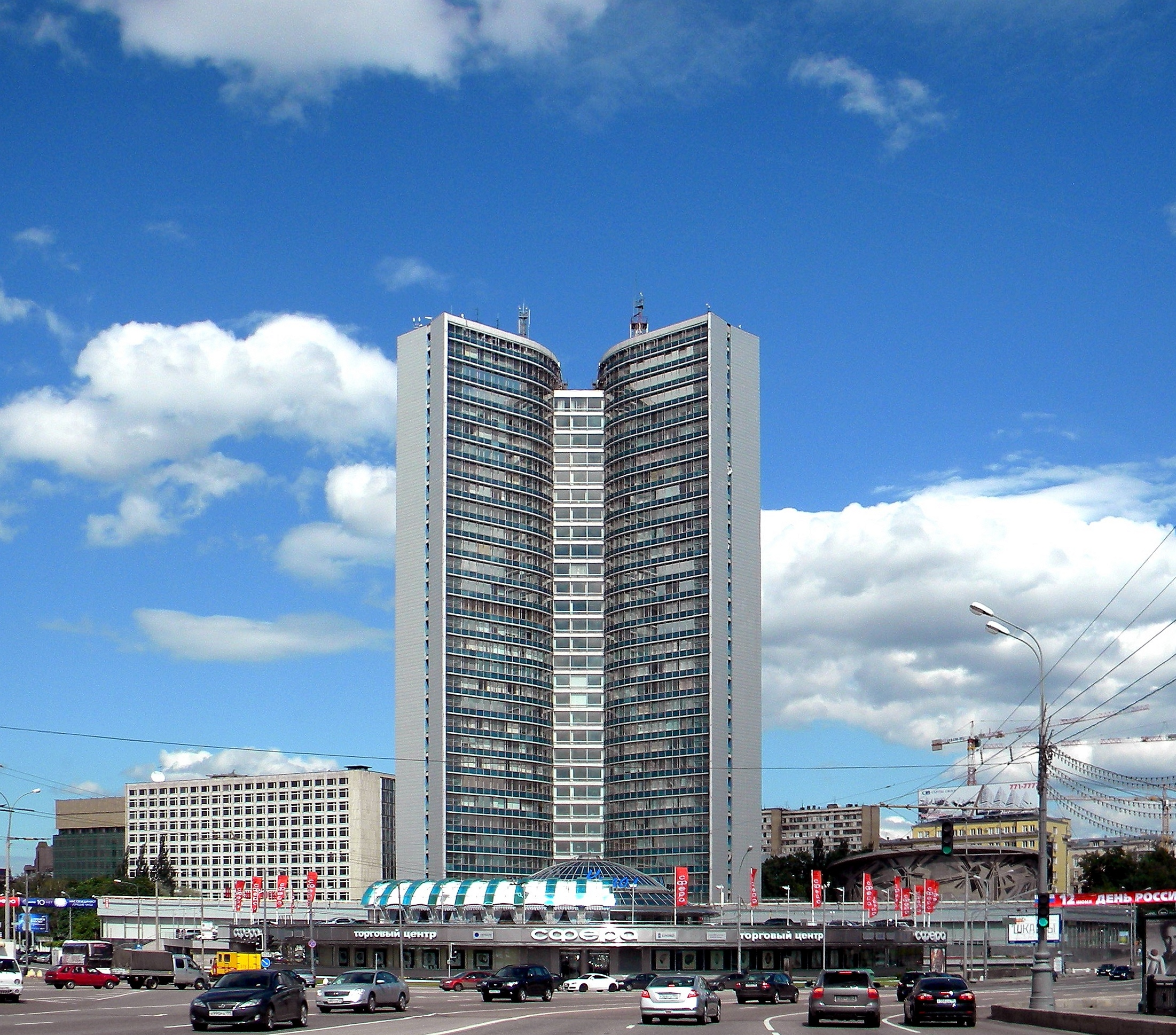
Budova RVHP